# Gara del Pizzo Scalino
La gara del Pizzo Scalino è una competizione scialpinistica che viene organizzata dal 1986 sulle nevi del Pizzo Scalino, nel comune di Lanzada in Valmalenco nella provincia di Sondrio. Nel 1998 e nel 2002 è stata prova di campionato italiano di sci alpinismo. Nel 2010 è stata una delle tappe della Coppa Italia di sci alpinismo
La gara è organizzata dal 1986 dalla società Sportiva Lanzada originariamente in formula rally e dal 2002 in formato gara. Da gara a coppie è stata trasformata in gara individuale nel 2011. Il percorso varia ogni anno e si snoda attorno al Pizzo Scalino.

## Storia della gara

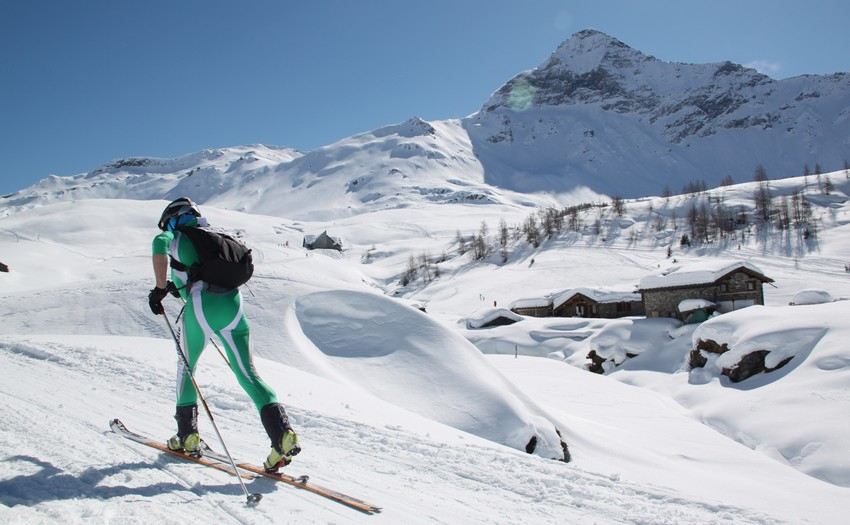
L'arrivo della manifestazione, presso l'alpe Campagneda

Nata nel 1986 per volere del consiglio della Sportiva Lanzada e di quello del Club Alpino Italiano Valmalenco col tempo è diventata una gara classica del movimento scialpinistico.
La formula rally prevedeva:
- che le squadre fossero composte da due elementi
- un percorso minimo obbligatorio e uno facoltativo
- una prova di velocità in salita cronometrata
- una prova di velocità in discesa cronometrata

Il 23 marzo 1986 erano al via 34 squadre dei seguenti gruppi sportivi: Sportiva Lanzada, Pol. Albosaggia, G.S. Valtartano, S.C. Valmalenco, CAI Bormio, Polisportiva Caspoggio, CAI Valfurva, CAI Sondrio, CAI Tirano e Sportiva Palù Poschiavo). La partenza era fissata al bivio per Campagneda a 1970 m slm e il percorso conduceva presso l'Alpe Campascio (2078 m s.l.m.), l'Alpe Prabello (2287 m s.l.m.), il Passo di Campagneda (2610 m s.l.m.) dove era prevista la prova di salita cronometrata, la Spalla del Pizzo Scalino (3222 m s.l.m.), il Cornetto (2878 m s.l.m.) dove si teneva invece la prova cronometrata di discesa, arrivo a Campagneda (2135 m s.l.m.). Il percorso facoltativo portava verso il Pizzo Canciano a quota 3019 m s.l.m.
La prima edizione fu vinta da Battista Rossi e Camillo Vescovo della Sportiva Lanzada.
Nel 1989 la gara entrò a fare parte del circuito della Coppa Alpi Centrali. Nel 1998 è stata Campionato Italiano di rally scialpinistico (vincono proprio 2 portacolori della Sportiva Lanzada: Rossi Enzo e Nani Gianluca).
Nell'anno 2002 l'organizzazione decide di cambiare radicalmente le caratteristiche della manifestazione, trasformando la competizione da rally a gara. Quest'ultima, a differenza del rally, prevede che l'intero percorso sia cronometrato, con partenza in linea e vittoria alla prima squadra che si presenta al traguardo.
L'edizione 2005 è stata annullata a causa della concomitante morte di Giovanni Paolo II.
Dal 2006 al 2009 la gara dello Scalino si è confermata ancora finale del circuito di Coppa Alpi Centrali. Nel 2009, a causa del maltempo, il tracciato è stato rapidamente spostato sulle piste di Caspoggio.
Nel 2010, in occasione del venticinquesimo anniversario della gara, la competizione è stata prova di Coppa Italia. La vittoria è andata alla coppia Lenzi - Holznecht in campo maschile e a Pedranzini - Martinelli in quello femminile.
Nel 2011, la gara ha cambiato la tradizionale formula a coppie per divenire gara individuale. A vincere la prima edizione individuale sono stati Pedrini Daniele (Sc Alta Valtellina) e Calliari Orietta (SC Brenta Team).

## Albo d'oro
Vito Bardea ha partecipato a tutte le 26 edizioni.
Vescovo Camillo si è aggiudicato ben nove vittorie della manifestazione, Graziano Boscacci lo segue con sette titoli.
| Anno | Squadra                              | Atleti               |
| ---- | ------------------------------------ | -------------------- |
| 1986 | Sportiva Lanzada                     | Rossi B. - Vescovo   |
| 1987 | CAI Bormio                           | Lazzeri - Lazzeri    |
| 1988 | Polisportiva Caspoggio               | Presazzi - Biavaschi |
| 1989 | Polisportiva Albosaggia              | Vescovo - Rovedatti  |
| 1990 | Polisportiva Albosaggia              | Vescovo - Rovedatti  |
| 1991 | Polisportiva Albosaggia              | Vescovo - Rovedatti  |
| 1992 | Polisportiva Albosaggia              | Vescovo - Rovedatti  |
| 1993 | Sci Club Valmalenco                  | Vescovo - Biavaschi  |
| 1994 | Sci Club Valmalenco                  | Vescovo - Biavaschi  |
| 1995 | Sci Club Valmalenco                  | Vescovo - Biavaschi  |
| 1996 | Sportiva Lanzada                     | Nani - Rossi         |
| 1997 | Sportiva Lanzada                     | Nani - Rossi         |
| 1998 | Sportiva Lanzada                     | Nani - Rossi         |
| 1999 | Sportiva Lanzada                     | Nani - Rossi         |
| 2000 | Gendarmeria Austriaca                | Ilg - Sweinberger    |
| 2001 | Polisportiva Albosaggia              | Boscacci - Murada    |
| 2002 | Polisportiva Albosaggia              | Boscacci - Murada    |
| 2003 | Sc. Valmalenco - Dolomiti SkiAlp     | Vescovo - Scanu      |
| 2004 | Polisportiva Albosaggia              | Boscacci - Murada    |
| 2005 | Annullata                            |                      |
| 2006 | Polisportiva Albosaggia              | Boscacci - Murada    |
| 2007 | Pol. Albosaggia - SC Alta Valtellina | Boscacci - Pedrini   |
| 2008 | Polisportiva Albosaggia              | Boscacci - Murada    |
| 2009 | SC Alta Valtellina                   | Pedergana - Pedrini  |
| 2010 | SC Corrado GEX - SC Alta Valtellina  | Lenzi - Holznecht    |
| 2011 | SC Alta Valtellina                   | Pedrini Daniele      |
| 2012 | SC ValTartano                        | Moriondo Paolo       |